# المرابح (الشعاور)

تعديل مصدري - تعديل

المرابح محلة تابعة لقرية بني سعيد، التابعة لعزلة الشعاور بمديرية حزم العدين إحدى مديريات محافظة إب في الجمهورية اليمنية، بلغ تعداد سكانها 137 حسب تعداد اليمن لعام 2004.